# Temporada 1993 del Campeonato de España de Rally de Tierra
La temporada 1993 fue la 11.º edición del Campeonato de España de Rally de Tierra. El calendario estaba formado por siete pruebas comenzando en el Rally de Lorca y terminando en el Rally de Madrid.

## Calendario
| N.º | Fecha            | Prueba                         | Notas |
| --- | ---------------- | ------------------------------ | ----- |
| 1   | 17 de abril      | Rally de Lorca                 |       |
| 2   | 15 de mayo       | Rally de Hospitalet            |       |
| 3   | 4 de julio       | Rally de Castellón             |       |
| 4   | 18 de septiembre | Rally de Torrelavega de Tierra |       |
| 5   | 9 de octubre     | 9.º Rally de Lugo de Tierra 1  |       |
| 6   | 10 de octubre    | 10.º Rally de Lugo de Tierra 2 |       |
| 7   | 13 de noviembre  | Rally de Madrid de Tierra      |       |

## Equipos
| Equipo            | Vehículo                    | Piloto             | Copiloto          | Rondas            |
| Equipos oficiales | Equipos oficiales           | Equipos oficiales  | Equipos oficiales | Equipos oficiales |
| ----------------- | --------------------------- | ------------------ | ----------------- | ----------------- |
| Citroën Hispania  | Citroën AX 4x4 Proto Turbo  | Enric Burrull      | Joan Josep Martín | 1-7               |
| Citroën Hispania  | Citroën AX 4x4 Proto Turbo  | Guillermo Barreras | Ramón Minguez     | 1-7               |
| Equipos privados  |                             |                    |                   |                   |
|                   | Ford Sierra RS Cosworth 4x4 | Claudio Aldecoa    | Giovanni Breda    | 1-2, 4-7          |

## Clasificación

### Campeonato de pilotos
| Pos. | Piloto             | 1   | 2   | 3 | 4 | 5   | 6   | 7 | Puntos |
| ---- | ------------------ | --- | --- | - | - | --- | --- | - | ------ |
| 1.   | Enric Burrull      | 1   | Ret | 2 | 2 | 1   | 1   | 3 | 150    |
| 2.   | Claudio Aldecoa    | 2   | Ret |   | 3 | 2   | 2   | 1 | 136    |
| 3.   | Guillermo Barreras | Ret | 1   | 1 | 1 | Ret | Ret | 2 | 123    |
| 4.   | José A. Vidal      | 9   |     | 5 |   | 4   | 4   | 6 | 96     |
| 5.   | Alfredo Luzuriaga  |     | 4   |   |   | 3   | Ret |   | 72     |
| 6.   | Antonio Riberaygüa | 3   | 2   |   |   | Ret | Ret |   | 69     |
| 7.   | José D. Estévez    |     |     |   |   |     |     |   | 55     |
| 8.   | Iñaki Arbelaiz     | 4   |     |   | 4 |     |     |   | 38     |
|      | Jordi Torrá        | Ret | 3   | 7 | 7 | 5   | 3   | 5 |        |

### Campeonato de marcas
| Pos. | Marca   | Puntos |
| ---- | ------- | ------ |
| 1.   | Citroën | 387    |
| 2.   | Ford    | 189    |
| 3.   | SEAT    | 150    |
| 4.   | Peugeot | 134    |
| 5.   | Renault | 103    |
| 6.   | Opel    | 34     |
| 7.   | Nissan  | 23     |

### Campeonato de copilotos
| Pos. | Copilotos         | Puntos |
| ---- | ----------------- | ------ |
| 1.   | Joan Josep Martín | 150    |
| 2.   | Juan Breda        | 136    |
| 3.   | Ramón Minguez     | 123    |
| 4.   | Agus. Rodríguez   | 112    |
| 5.   | Ángeles Roca      | 72     |
| 6.   | Marcel Besoli     | 69     |
| 7.   | Jorge del Cid     | 55     |
| 8.   | Fer. Insauti      | 38     |

### Challenge Citroën
| Pos. | Piloto        | Puntos |
| ---- | ------------- | ------ |
| 1.   | J. Alonso     | 116    |
| 2.   | C. Solé       | 99,6   |
| 3.   | A. Riberiagua | 93     |
| 4.   | J. Pireiro    | 79,2   |
| 5.   | C. Aldecoa    | 62     |
| 6.   | R. González   | 61,2   |
| 7.   | E. Lázaro     | 57,6   |
| 8.   | D. Estévez    | 55     |
| 9.   | E. Torres     | 47     |
| 10.  | Saban         | 45,6   |

### Copa SEAT Marbella
| Pos. | Piloto           | Puntos |
| ---- | ---------------- | ------ |
| 1.   | Josep Badía      | 73     |
| 2.   | Juan Calvo       | 57     |
| 3.   | David Muñoz      | 58     |
| 4.   | José Mª San José | 53     |
| 5.   | Ferrán Font      | 45     |
| 6.   | Josep Capsada    | 31     |
| 7.   | Melchor Luz      | 26     |
| 8.   | Joan Font        | 20     |
| 9.   | José R. Esturao  | 16     |
| 10.  | Julio Cidoncha   | 9      |